# Franz Steindachner
Franz Steindachner   (Viena, 11 de novembre de 1834 - Viena, 10 de desembre de 1919) va ser un zoòleg austríac destacat en ictiologia.

## Biografia
El 1860 va ser designat director de la col·lecció de peixos del museu vienès d'Història Natural. El 1868, havent acumulat notable fama, va ser cridat a la Universitat de Cambridge, a Boston (Estats Units). De tornada a Viena, va ser nomenat director de zoologia del referit museu el 1887, i va passar finalment a dirigir-lo a partir del 1898, quan va ser nomenat director.
Steindachner va donar fama i categoria de primer nivell a la col·lecció del Museu d'Història Natural de Viena. Aquesta col·lecció va ser ampliada a partir d'enviaments que proporcionaven els oficials de l'exèrcit austríac i per adquisicions del mateix Steindachner.
Ell mateix va conduir les seves pròpies expedicions a Amèrica, Àfrica i a l'Orient Mitjà, sent les més notables les del Mar Roig, el 1895, i la del Brasil del 1903. Va publicar més de seixanta obres sobre la seva especialitat.

## Publicacions
- 1876: Ichthyologische Beiträge (V). [Subtitles i–v.]. Sitzungsber. Akad. Wiss. Wien, v. 74 (1. Abth.) : 49–240, Pl. 1–15.
- 1880: Beitäge zur Kenntniss der Flussfische Südamerikas (II) und Ichthyologische Beiträge (IX). Anz. Akad. Wiss. Wien, v. 17 (n° 19) : 157–159.
- 1901: Geschichte des Zoologie in Österreich von 1850 bis 1900. Fische. 407-443, In: Botanik und Zoologie in Österreich in den Jahren 1850 bis 1900. Festschrift herausgegeben von der K.K. Zoologisch-Botanischen Gesellschaft in Wien anlässilich der Feier ihres fünfzigjährigen Bestandes. Alfred Hölder (Vienne).